# Troy Carter
Troy Anthony Carter, född 26 oktober 1963 i New Orleans i Louisiana, är en amerikansk politiker (demokrat). Han är ledamot av USA:s representanthus sedan 2021.
Kongressledamot Cedric Richmond avgick i januari 2021 och Carter vann fyllnadsvalet i april 2021 som gällde att efterträda Richmond i representanthuset.